# Steinmeister
Die ursprünglich aus Thüringen stammende, später in Westfalen ansässige Familie Steinmeister wird urkundlich erstmals mit Heinrich Steinmeister erwähnt, der 1350 als Bürger von Arnstadt genannt wird.
Zwar gliedert sich die Familie heute in verschiedene Zweige, doch können alle auf Henrich den Älteren als jüngsten gemeinsamen Vorfahren zurückverfolgt werden, der 1683 Bürger von Iserlohn wurde. Zahlreiche Mitglieder der Familie schlugen die preußische Beamtenlaufbahn ein oder waren unternehmerisch tätig. Der Großteil der Steinmeisters lebt in Deutschland. Andere Mitglieder der Familie leben in Südamerika, Kanada und Namibia.

## Geschichte

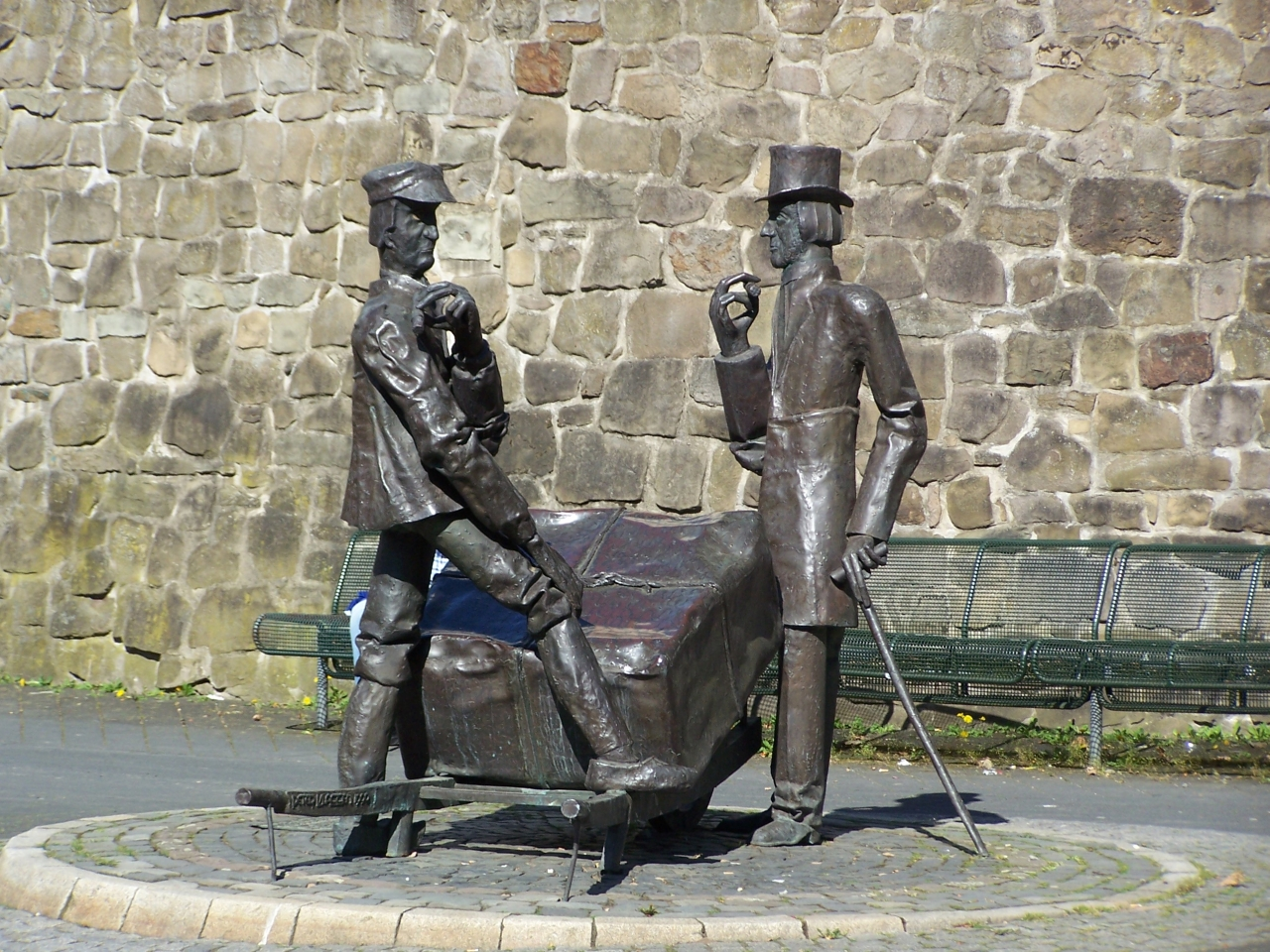
Steinmeister & Wellensiek-Denkmal, Bünde. Rechts: August Steinmeister

Die Geschichte der Familie Steinmeister lässt sich bis zu Heinrich Steinmeister zurückverfolgen, der im Jahr 1350 als Bürger der Stadt Arnstadt dem nahegelegenen Kloster Georgenthal seinen „Hof bei dem Wachsenburger Thore“ als Seelgerät vererbte. In Arnstadt entwickelten sich die Steinmeister bereits im 14. Jahrhundert zu einer Ratsherrenfamilie. So wird beispielsweise Heinrichs Nachfahre Cyriacus Steynmeister 1393 als Ratsherr der Stadt erwähnt.
Zur Zeit des Bauernkrieges und des Dreißigjährigen Krieges verliert sich die Spur. Es wird jedoch angenommen, dass die Familie im Zuge des Dreißigjährigen Krieges nach Westfalen auswanderte. Die nächste urkundliche Erwähnung findet so erst mit Henrich dem Älteren statt, der 1683 Bürger von Iserlohn wurde. Sein Urenkel Friedrich Steinmeister trat in die preußische Beamtenlaufbahn ein und erreichte den Posten des stellvertretenden Vorstehers des märkischen Bergamtes in Hagen. Friedrich Steinmeisters Enkel August Steinmeister (1820–1874) zog gegen 1857 nach Bünde, wo er als Teilhaber der Zigarrenfabrik Steinmeister & Wellensiek zu beträchtlichem Wohlstand gelangte.
Der Ehe von August Steinmeister mit seiner Frau Ottilie, geb. Menne (1829–1900), entsprangen sieben Söhne und zwei Töchter:

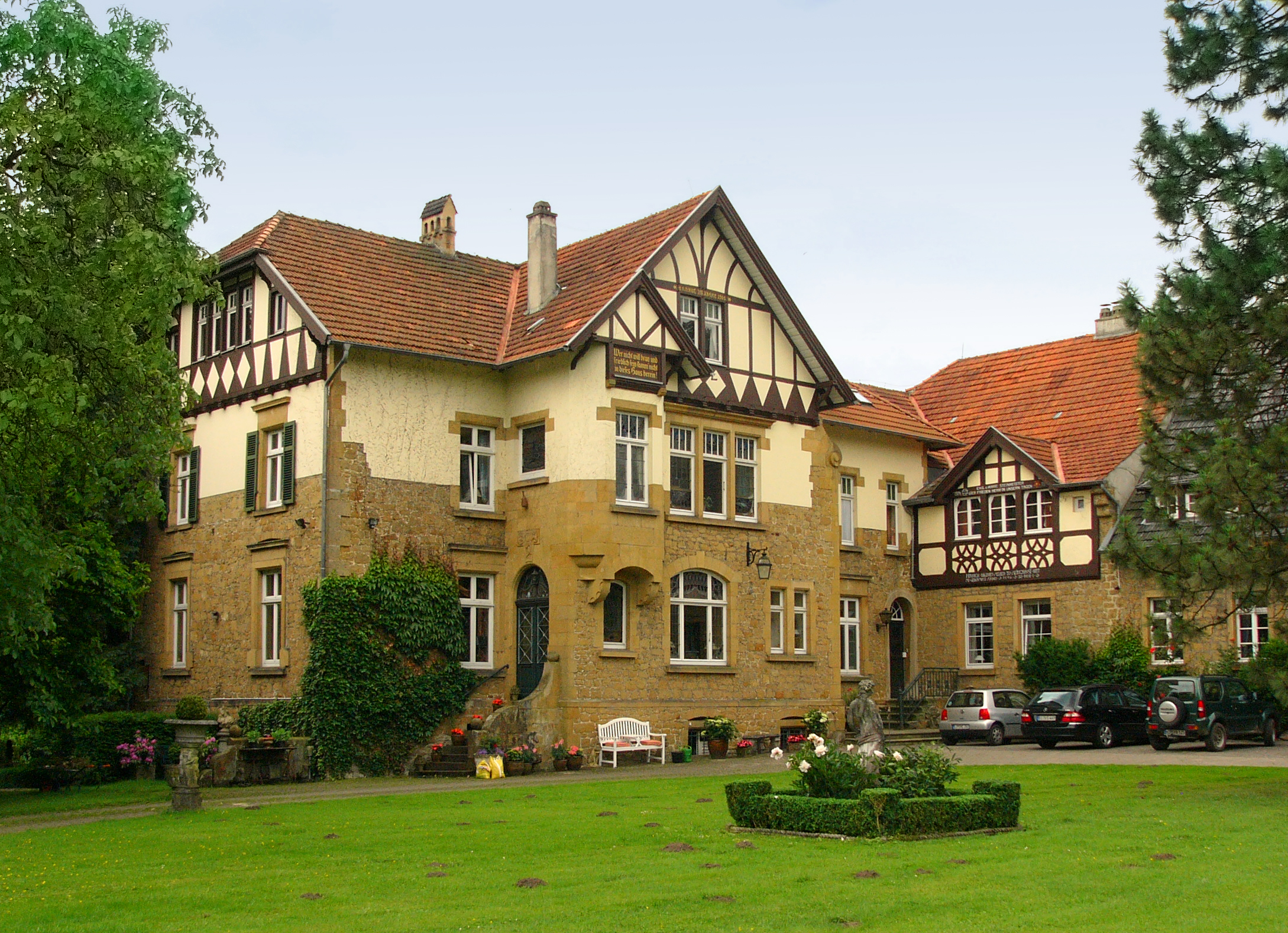
Gut Menkhausen, Oerlinghausen

August Steinmeister (1851–1914) und sein Bruder Karl Steinmeister (1861–1923) traten in die väterliche Fabrik ein, Hugo Steinmeister (1865–1913) arbeitete als Kaufmann in Siegen, Clemens Steinmeister (1866–1925) hatte wiederum die Beamtenlaufbahn eingeschlagen und war als Oberregierungsrat in Berlin tätig. Ebenso waren auch seine Brüder Otto v. Steinmeister (1860–1937) und Alexander v. Steinmeister (1858–1941), denen 1917 und 1901 der preußische Verdienstadel verliehen wurde, in den Staatsdienst eingetreten. Ein weiterer Sohn, Emil Steinmeister (1862–1939), leistete  Militärdienst beim 2. Westfälischen Husaren-Regiment Nr. 11 in Düsseldorf, bevor er 1911 das Gut Menkhausen bei Oerlinghausen übernahm, das seine Mutter Ottilie Steinmeister erworben hatte. Ferner erwarb Emil Steinmeister 1911 das Rittergut Gröpperhof in der Nähe von Blomberg, wodurch er 1912 in die Lippische Ritterschaft aufgenommen wurde.
Seiner Ehe mit Marie Steinmeister, geb. Schürmann (1871–1953), entsprangen keine Kinder, so dass er das Gut Menkhausen an seinen Neffen Erwin Steinmeister vererbte, dessen Vater Hugo dort bei einer Jagdpartie an einer Lungenentzündung erkrankt und 1913 gestorben war.
Das Rittergut Gröpperhof vererbte Emil Steinmeister währenddessen an seinen Neffen Otto Steinmeister (1887–1963). Beide Güter befinden sich noch heute im Besitz der Nachkommen von Erwin und Otto Steinmeister

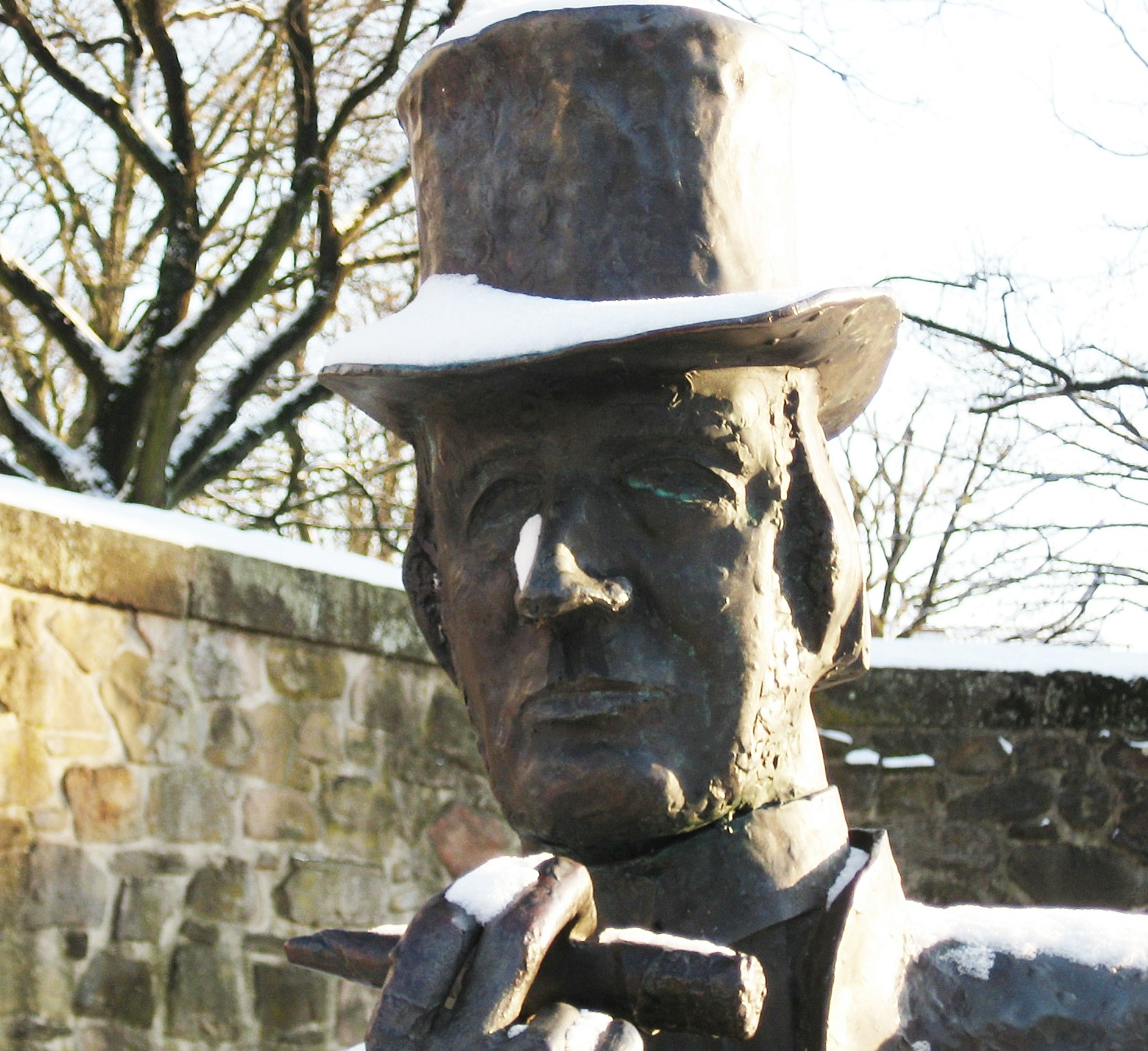
August Steinmeister sen., Detail Steinmeister & Wellensiek-Denkmal, Bünde

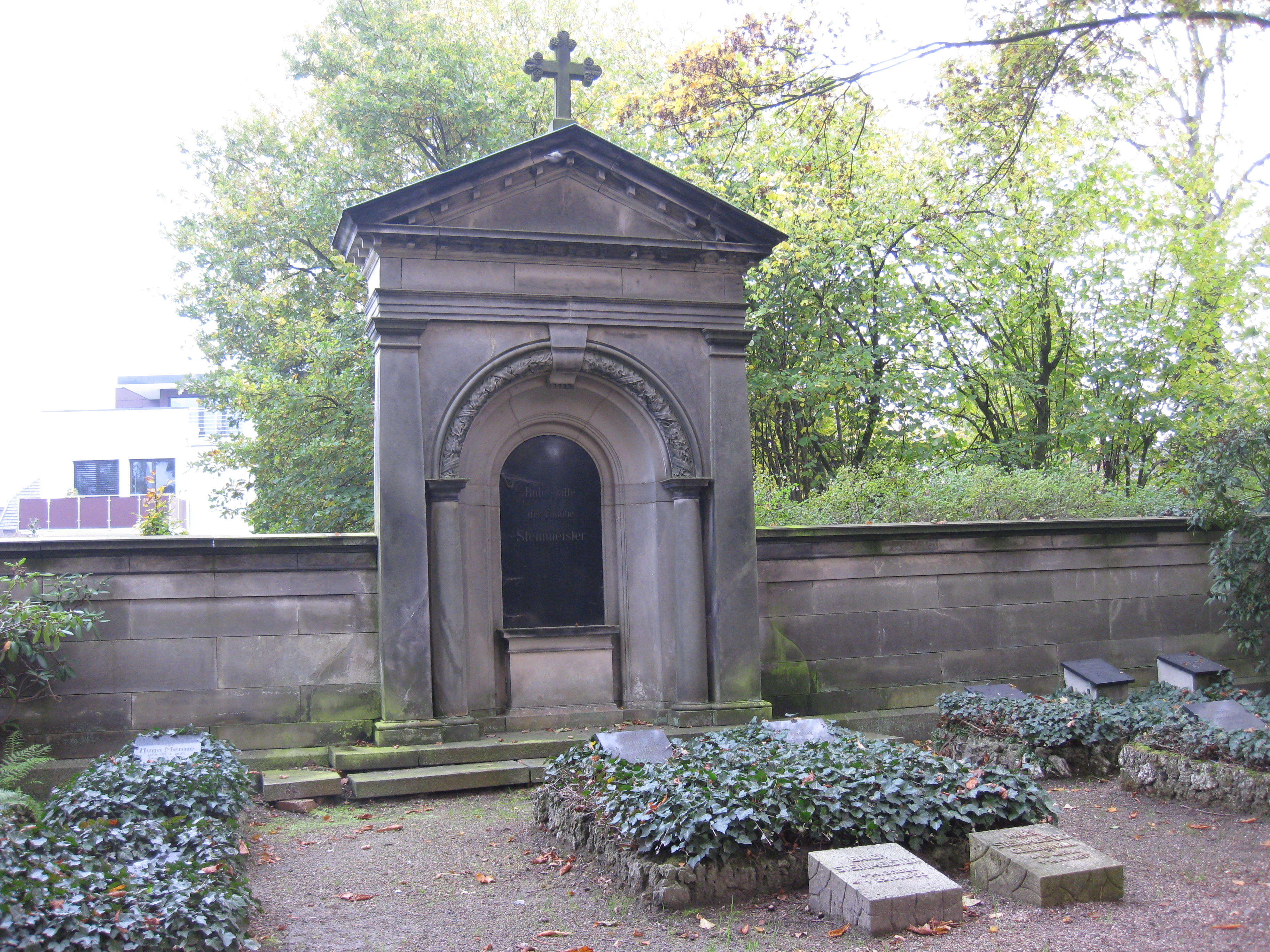
Grabmal der Familie Steinmeister, Feldmark-Friedhof, Bünde
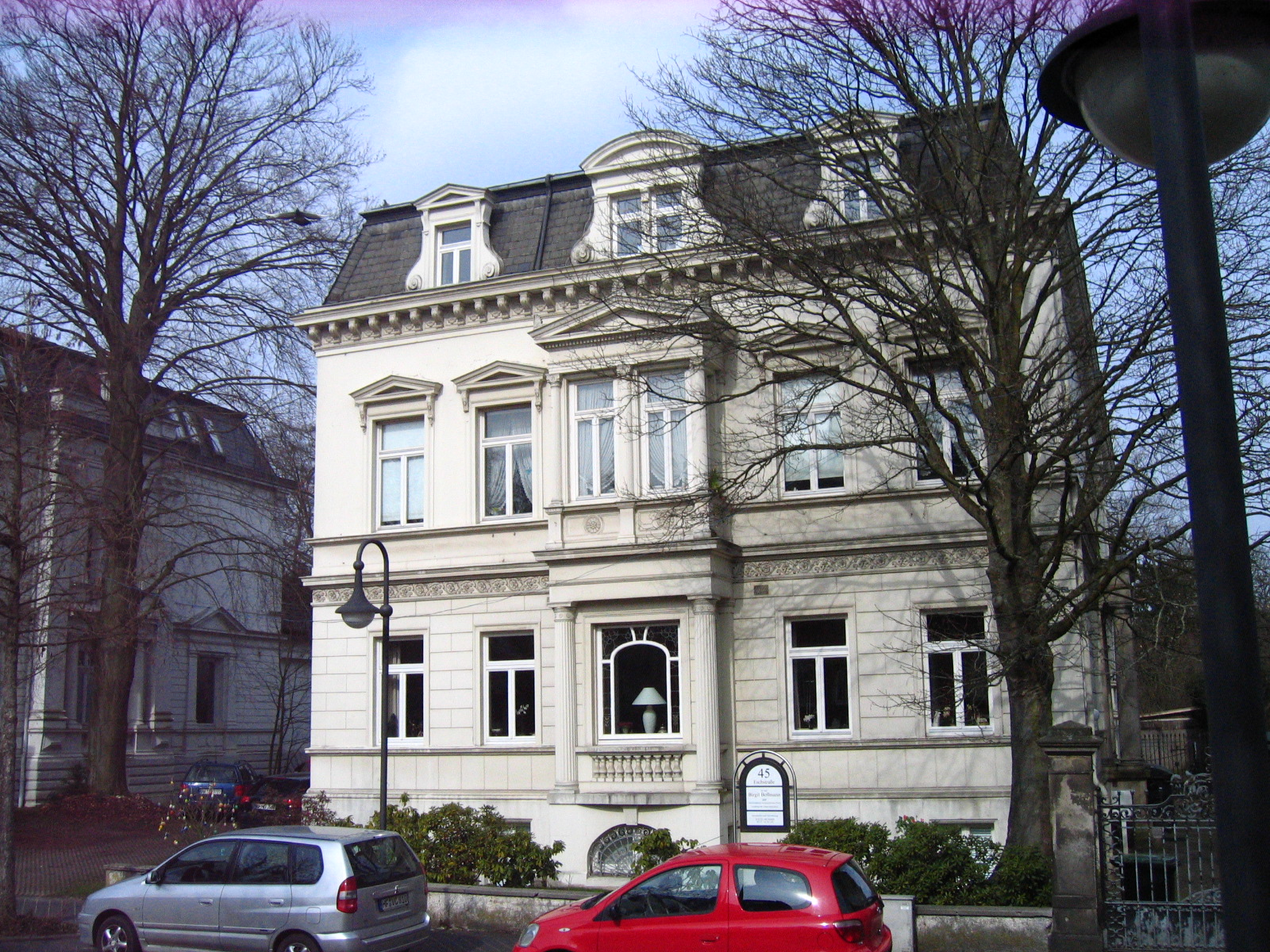
Steinmeister-Villa in der Eschstraße 45, Bünde
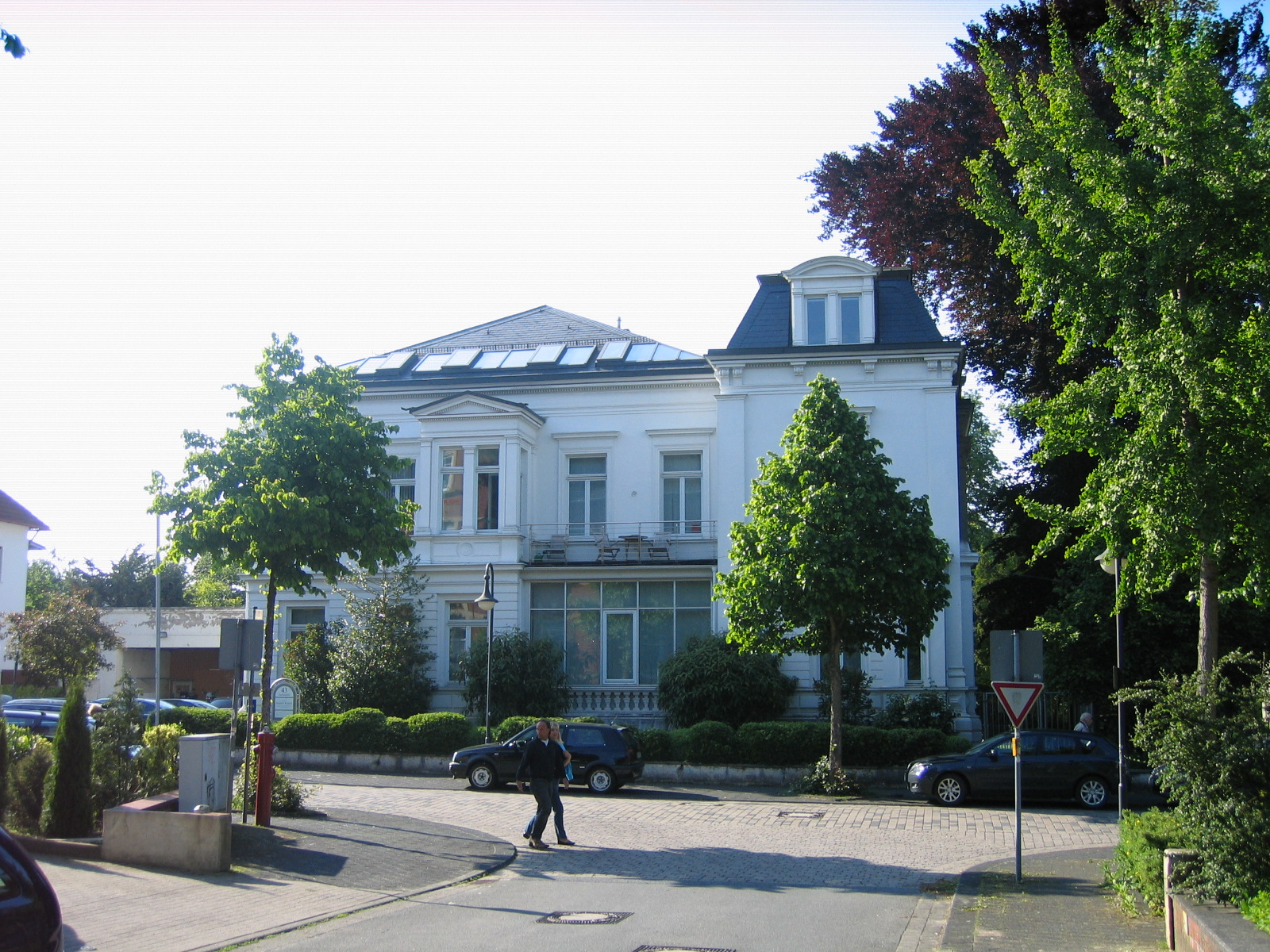
Steinmeister-Villa in der Eschstraße 43, Bünde

## Wappen

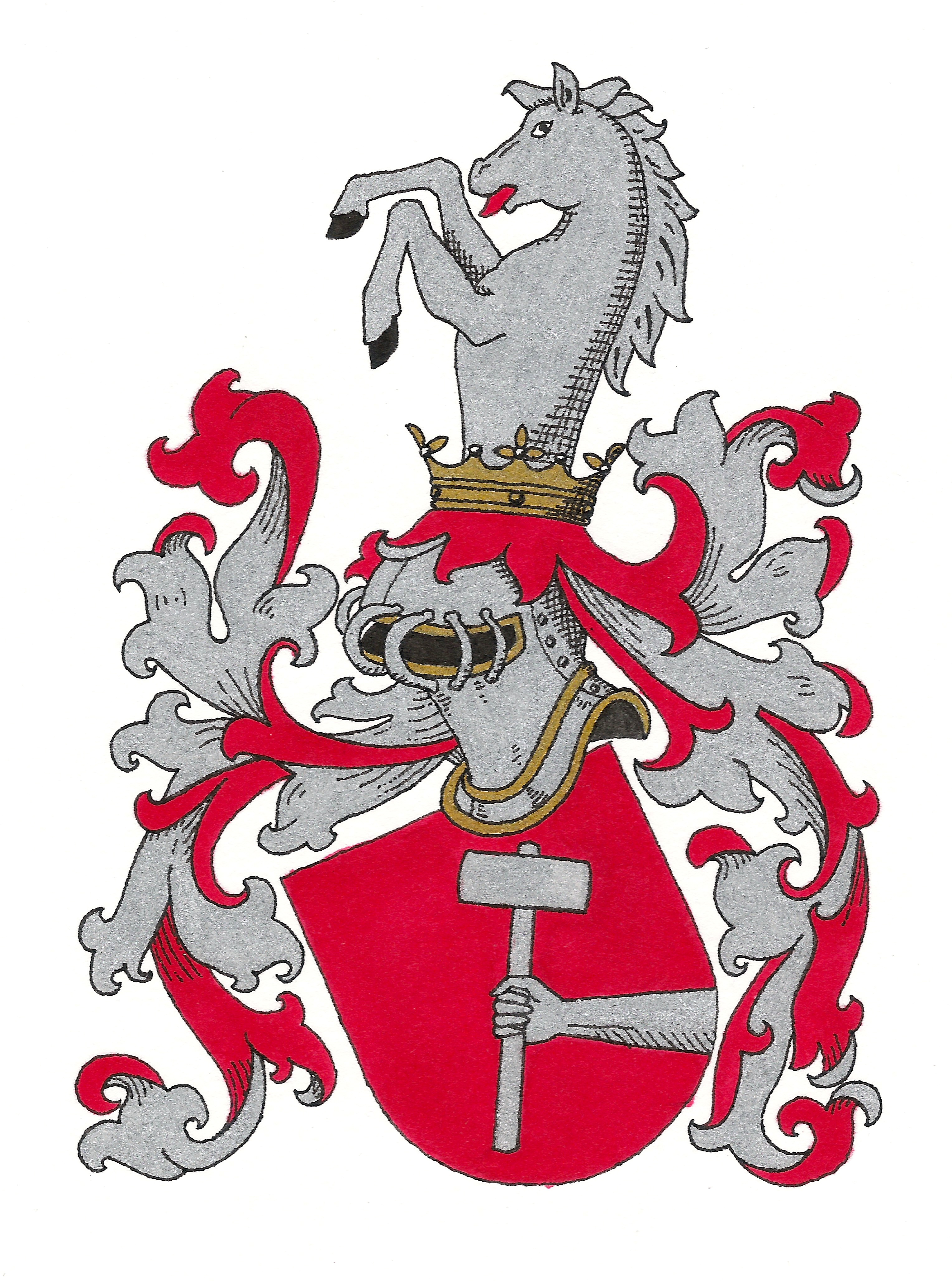
Wappen v. Steinmeister, 1917

Im Jahr 1901 wurde Alexander mit der Erhebung in den Adelsstand ein Wappen verliehen. Es zeigt einen in rot aus dem linken Schildesrand hervorgehenden, silber-bekleideten Arm, der in der bloßen Hand einen hölzernen Steinmetzklöppel schlagbereit hält. Aus dem Helm mit rot-silbernen Decken wächst ebendieser Arm.
Als auch sein Bruder Otto 1917 den Verdienstadel erhielt, wurde das nun für beide geltende Wappen verändert: In Rot geht aus dem linken Schildrand ein nackter silberner Arm hervor, in der Hand einen silbernen Hammer schlagbereit haltend. Aus dem Helm mit rot-silbernen Decken wächst ein rot-bezüngtes silbernes Ross mit schwarzen Hufen.
Sowohl die Familie Otto von Steinmeisters als auch die Alexander von Steinmeisters ist heute in männlicher Linie ausgestorben.

## Familienmitglieder

### August Steinmeister
August Steinmeister (1820–1874) war Zigarrenfabrikant und Teilhaber der 1856 gegründeten Zigarrenfabrik Steinmeister & Wellensiek.

### Alexander von Steinmeister
Alexander Steinmeister (1853–1941) war nach seinem Jura-Studium als Oberregierungsrat in Potsdam und als Landrat des ehemaligen Landkreises Osthavelland tätig und heiratete Frau Charlotte von Bredow-Bredow. Des Weiteren war er unter einem Pseudonym als Schriftsteller tätig. 1901 erhielt Alexander den preußischen Verdienstadel. Das Ehepaar hatte drei Kinder, Nora, Alexander Otto Wichard und Lili. Lili von Steinmeister war mit dem Prof. Dr. Robert Ammon verheiratet.

### Otto von Steinmeister
Otto Steinmeister (1860–1937) studierte Jura und war mit seinem Bruder Clemens im Corps Vandalia Heidelberg aktiv. Er war Landrat des Landkreises Höchst, Polizeipräsident von Hannover, Regierungspräsident von Köln und wurde als Nachfolger von Wolfgang von Kries Verwaltungschef des Regentschaftskönigreichs Polen. Im Jahr 1917 erhielt er den preußischen Verdienstadel, war Dr. jur., Rittmeister der Landwehr a. D. und Wirklicher Geheimer Oberregierungsrat.